# Maro amplus
Maro amplus là một loài nhện trong họ Linyphiidae.
Loài này thuộc chi Maro. Maro amplus được miêu tả năm 2001 bởi Charles Denton Dondale & Buckle.